# Leucochlaena oditis
Leucochlaena oditis är en fjärilsart som beskrevs av Jacob Hübner 1822. Leucochlaena oditis ingår i släktet Leucochlaena och familjen nattflyn. Inga underarter finns listade i Catalogue of Life.

## Bildgalleri

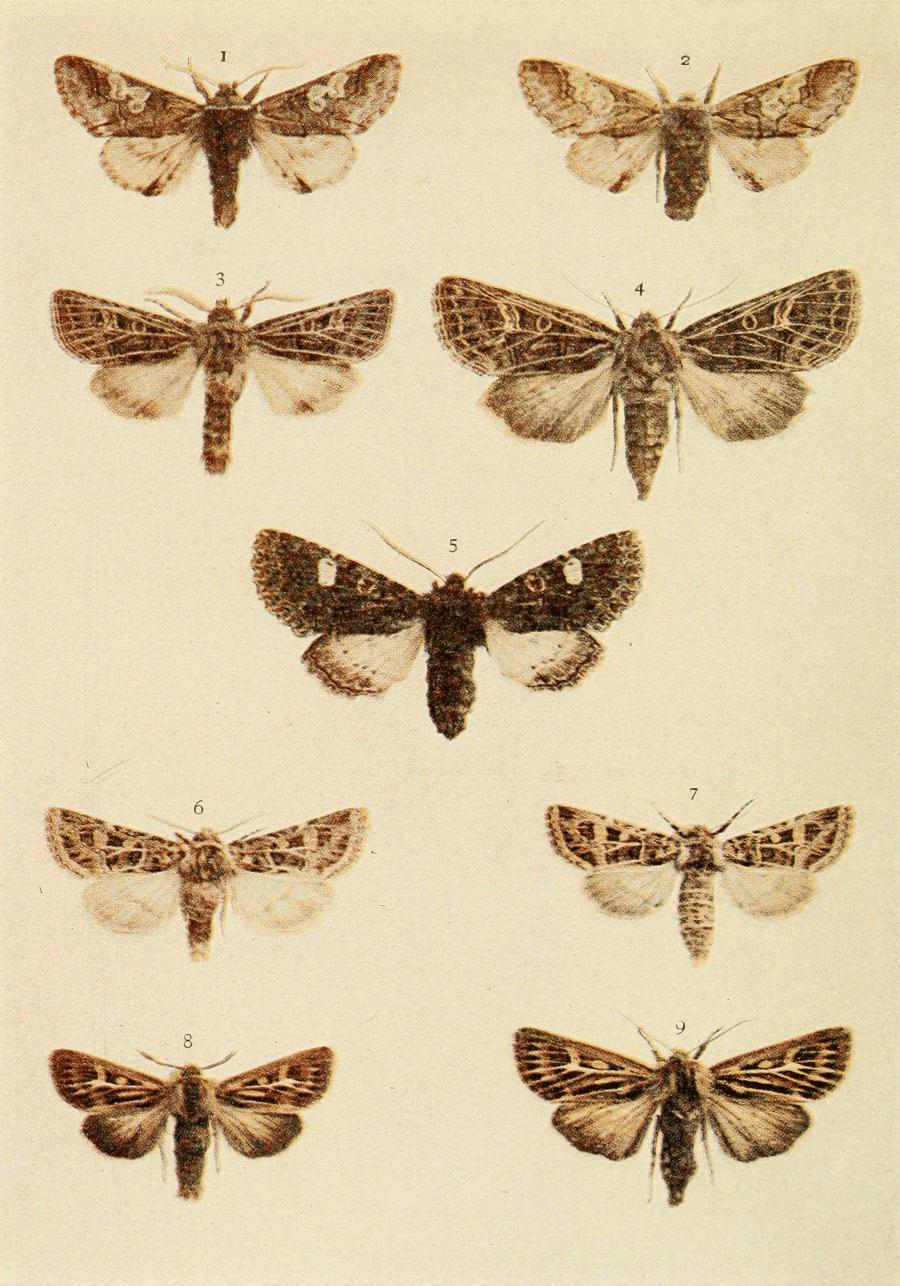
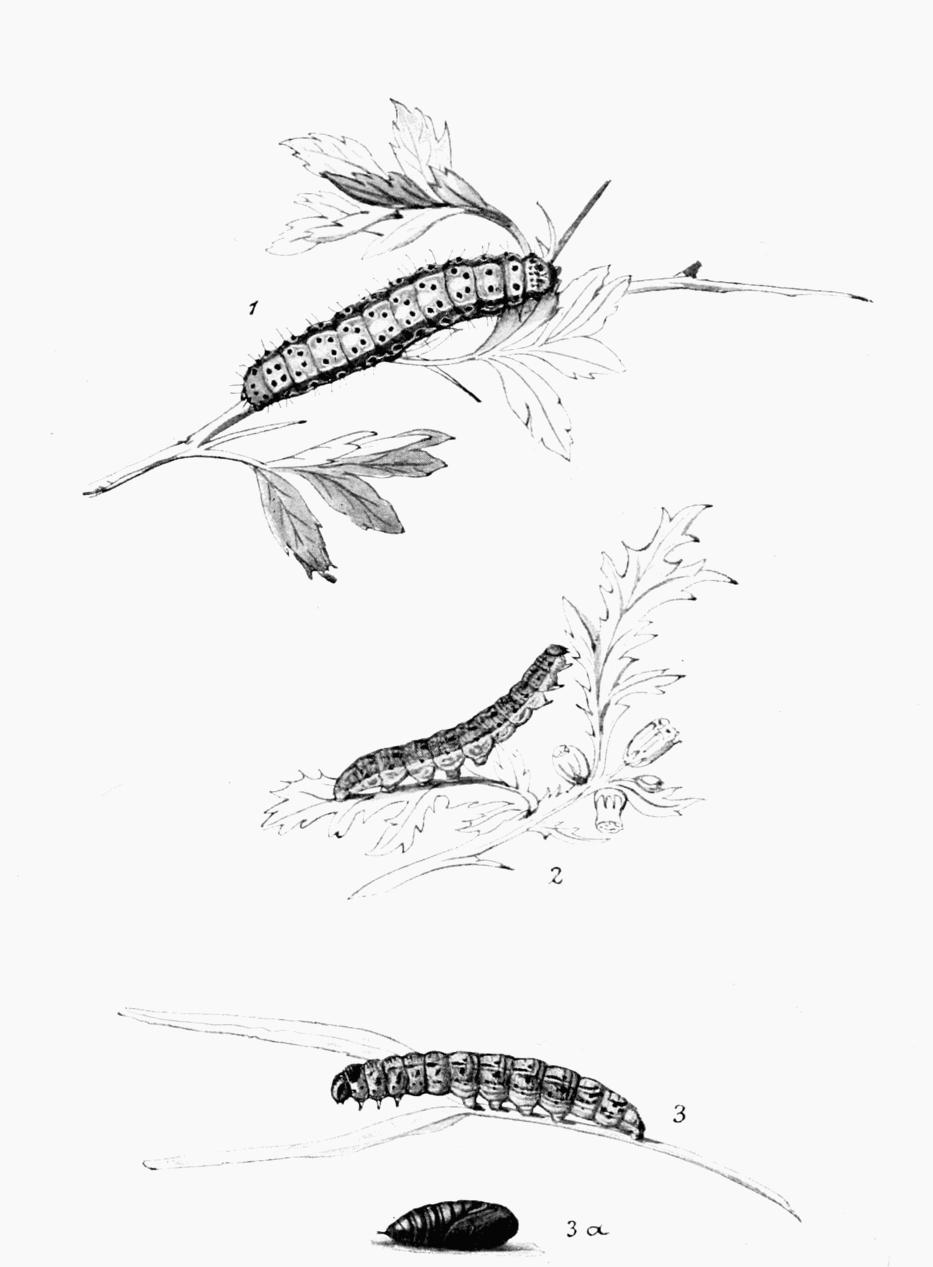